# Boyd County (Kentucky)
Boyd County je okres ve státě Kentucky v USA. K roku 2010 zde žilo 49 542 obyvatel. Správním městem okresu je Catlettsburg. Celková rozloha okresu činí 419 km².